# Even in the Quietest Moments …
Even in the Quietest Moments … (deutsch: Selbst in den ruhigsten Momenten) ist das fünfte Studio-Album der britischen Pop-/Rockband Supertramp und der Name eines Liedes dieser Platte. Wie beim Vorgängeralbum Crisis? What Crisis?, das 1975 erschien, agierte die Gruppe bei der Aufnahme des Albums in ihrem klassischen Lineup – zum dritten Mal in der Bandkarriere. Es wurde im April 1977 veröffentlicht und war sehr erfolgreich.

## Beschreibung
Für die Aufnahme zur LP Even in the Quietest Moments … kam die Gruppe Supertramp (zum dritten Mal) in ihrer Erfolgs-Besetzung zusammen: Rick Davies (Keyboards, Gesang), John Helliwell (Blasinstrumente, Gesang), Roger Hodgson (Gitarren, Keyboards, Gesang), Bob Siebenberg (Schlagzeug, Perkussion) und Dougie Thomson (Bassgitarre). Die Band war also weiterhin als Quintett aktiv. Gary Mielke (Oberheim-Programming) unterstützte sie.
Even in the Quietest Moments … war das erste Supertramp-Album, das zusammen mit dem Toningenieur Peter Henderson entstand, der die Band auch bei den nächsten zwei sehr erfolgreichen Studioalben unterstützte. Es wurde innerhalb weniger Monate Supertramps erstes Gold-Album (500.000 verkaufte Exemplare).
Alle Lieder wurden von Davies und Hodgson komponiert und getextet, die ihre Werke jeweils selbst sangen. Herausragende Songs der Platte sind der von Hodgson stammende Singlehit Give a Little Bit, welcher der Gruppe den kommerziellen Durchbruch in den Vereinigten Staaten sicherte und der zum Standard im Band- und später in Hodgsons Konzert-Programm wurde. Das ebenfalls von ihm geschriebene fast elfminütige Epos Fool’s Overture zitiert das Venus-Thema aus Die Planeten. Das aus Davies’ Feder stammende From Now On wurde zum Standard im Live-Programm von Supertramp.
Auffällig an diesem Album ist, dass das Wurlitzer 200A, das sonstige Markenzeichen von Supertramp, nicht eingesetzt wurde.
Mit ein paar Songs des Albums Even in the Quietest Moments … und solchen der Vorgänger-Alben im Gepäck ging die Band auf Tournee, aus der aber kein Live-Album hervorging. Knapp zwei Jahre nach der Platte erschien das Album Breakfast in America.

## Titelliste
Das Album Even in the Quietest Moments … (Original: LP „A&M 394 634-1“) enthält sieben Lieder. Die angegebenen Längen beziehen sich auf eine CD-Version („A&M 394 634-2“) des Albums, das 43:41 Minuten lang ist. Auf der ursprünglichen Schallplatte (LP) befinden sich die Songs 1 bis 4 auf der A-Seite und 5 bis 7 auf der B-Seite.
1. Give a Little Bit – 4:09 – (Hodgson)
2. Lover Boy – 6:53 – (Davies)
3. Even in the Quietest Moments – 6:29 – (Hodgson)
4. Downstream – 4:04 – (Davies)
5. Babaji – 4:52 – (Hodgson)
6. From Now On – 6:22 – (Davies)
7. Fool’s Overture – 10:52 – (Hodgson)

## Besetzung
Die Band
- Rick Davies – Keyboards, Gesang
- John Helliwell – Blasinstrumente, Gesang
- Roger Hodgson – Gitarren, Keyboards, Gesang
- Bob Siebenberg (als Bob C. Benberg) – Schlagzeug, Perkussion
- Dougie Thomson – Bassgitarre

Zusätzliches Personal
- Gary Mielke – Oberheim-Programming

## Aufnahme
Das Album Even in the Quietest Moments … wurde von November 1976 bis Januar 1977 in den Vereinigten Staaten in diesen Tonstudios aufgenommen und gemischt: Caribou Studios (nahe Nederland, Rocky Mountains, Colorado) und Record Planet (Los Angeles, Kalifornien).

## Produktion
- Produzent: Supertramp
- Toningenieur: Peter Henderson
- Toningenieur-Assistenten: Tom Anderson, Tom Likes, Steve Smith
- Konzert-Klang-Toningenieur: Russel Pope
- Abmischung: Geoff Emerick
- Weitere Abmischung: Tom Anderson
- Mastering: Frank DeLuna
- Oberheim-Programming: Gary Mielke
- Orchester-Leitung: Michel Colombier, Supertramp
- Künstlerische Leitung: Mike Doud
- Cover-Gestaltung: Mike Doud, Hagiwara
- Photographien: Kenneth McGowan, Bob Seidemann

## Kommerzieller Erfolg

### Chartplatzierungen

#### Album
Das Album Even in the Quietest Moments … platzierte sich in den britischen und US-amerikanischen Album-Charts (Billboard) jeweils in den Top-20 und in Deutschland in den Top-30.
| ChartsChartplatzierungen       | Höchstplatzierung | Wochen |
| ------------------------------ | ----------------- | ------ |
| Deutschland (GfK)              | 14 (34 Wo.)       | 34     |
| Vereinigte Staaten (Billboard) | 16 (49 Wo.)       | 49     |
| Vereinigtes Königreich (OCC)   | 12 (22 Wo.)       | 22     |

| ChartsJahrescharts (1978) | Platzierung |
| ------------------------- | ----------- |
| Deutschland (GfK)         | 42          |

### Singles
Als Singleauskopplung wurde das von Roger Hodgson geschriebenen Lied Give a Little Bit ausgewählt, das sich in den US-amerikanischen Single-Charts in den Top-20 und in den britischen und deutschen Charts in den Top-30 platzierte.

| Jahr | Titel             | Höchstplatzierung, Gesamtwochen, AuszeichnungChartplatzierungen (Jahr, Titel, , Platzierungen, Wochen, Auszeichnungen, Anmerkungen) | Höchstplatzierung, Gesamtwochen, AuszeichnungChartplatzierungen (Jahr, Titel, , Platzierungen, Wochen, Auszeichnungen, Anmerkungen) | Höchstplatzierung, Gesamtwochen, AuszeichnungChartplatzierungen (Jahr, Titel, , Platzierungen, Wochen, Auszeichnungen, Anmerkungen) | Anmerkungen         |
| Jahr | Titel             | DE | UK | US | Anmerkungen         |
| ---- | ----------------- | --- | --- | --- | ------------------- |
| 1977 | Give a Little Bit | DE29 (11 Wo.)DE | UK29 (9 Wo.)UK | US15 (18 Wo.)US | B-Seite: Downstream |

Als weitere Singles erschienen Babaji mit From Now On als zweites Lied und From Now On mit dem aus dem Studio-Album Crime of the Century (1974) stammenden Dreamer als zweiter Song. Beide Singles erzielten keine nennenswerten Chartplatzierungen.

### Auszeichnungen für Musikverkäufe
| Land/Region                  | Auszeichnungen für Musikverkäufe (Land/Region, Auszeichnung, Verkäufe) | Verkäufe  |
| ---------------------------- | ---------------------------------------------------------------------- | --------- |
| Deutschland (BVMI)           | Gold                                                                   | 250.000   |
| Frankreich (SNEP)            | Platin                                                                 | 400.000   |
| Kanada (MC)                  | Platin                                                                 | 100.000   |
| Neuseeland (RMNZ)            | 2× Platin                                                              | 40.000    |
| Niederlande (NVPI)           | 2× Gold                                                                | 100.000   |
| Norwegen (IFPI)              | Gold                                                                   | 25.000    |
| Schweiz (IFPI)               | Platin                                                                 | 50.000    |
| Vereinigte Staaten (RIAA)    | Gold                                                                   | 500.000   |
| Vereinigtes Königreich (BPI) | Silber                                                                 | 60.000    |
| Insgesamt                    | 1× Silber · 5× Gold · 5× Platin ·                                      | 1.525.000 |

Hauptartikel: Supertramp/Auszeichnungen für Musikverkäufe

## Neuveröffentlichungen
1997 und 2002 erschienen ebenfalls vom Label „A&M Records“ überarbeitete Neuauflagen des Albums Even in the Quietest Moments …, deren Aufnahmen von den originalen Bändern stammen. Die Büchlein sind angelehnt an die Gestaltung (mit Liedtexten) der Original-CD.
Aufnahme und Produktion
- Remastering – Sterling Sound (Manhattan, New York City) – Greg Calbi und Jay Messina
- Remastering-Aufsicht – Bill Levenson
- Künstlerische Leitung – Vartan
- Cover-Gestaltung – Mike Diehl
- Produktions-Koordination – Beth Stempel